# كونتيجليانو
كونتيجليانو (بالإطالية : Contigliano) هي كومونا (بلدية) في مقاطعة رييتي في منطقة لاتيوم الإيطالية، وتقع على بعد حوالي 60 كيلومتر (37 ميل) شمال شرق روما وحوالي 8 كيلومتر (5 ميل) غرب رييتي.
تقع كونتيجليانو على حدود البلديات التالية: كاسبيريا وكولي سول فيلينو وكوتانيلو وجريسيو ومونتاسولا ورييتي.
أهم كنيسة في المدينة هي كنيسة سان ميشيل أركانجيلو. ومن بين الكنائس الأخرى، توجد كنيسة سانت أنطونيو، وسان لورينزو، ودير سان باستوري.

## المواصلات
يوجد في كونتيجليانو محطة قطار على سكة حديد تيرني-سولمونا، مع قطارات إلى تيرني ورييتي ولاكويلا.

## روابط خارجية
- الموقع الرسمي
- https://www.castelnuovodiportogenealogy.com/